# Саелісес-ель-Чіко
Саелісес-ель-Чіко (ісп. Saelices el Chico) — муніципалітет в Іспанії, у складі автономної спільноти Кастилія-і-Леон, у провінції Саламанка. Населення — 163 особи (2010).

## Географія
Муніципалітет розташований на відстані близько 250 км на захід від Мадрида, 90 км на захід від Саламанки.
На території муніципалітету розташовані такі населені пункти: (дані про населення за 2010 рік)
- Махуелос: 0 осіб
- Саелісес-Ель-Чіко: 163 особи
- Сахерас-дель-Ріо: 0 осіб
- Беррокаль-дель-Ріо: 0 осіб

Територією муніципалітету протікає річка Агеда.

## Демографія
Динаміка населення (INE ):

## Зовнішні посилання
- Офіційна вебсторінка
- Посилання на Google Maps